# William Harrison Ainsworth

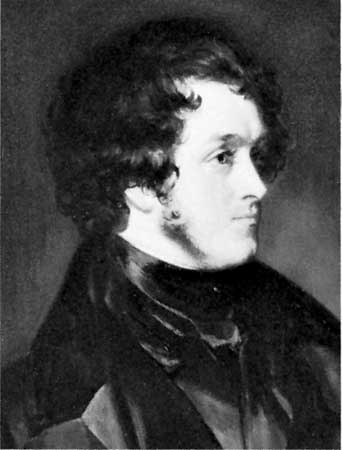
William Harrison Ainsworth (um 1834). Gemälde von Daniel Maclise.

James William Harrison Ainsworth (* 4. Februar 1805 in Manchester; † 3. Januar 1882 in Reigate) war ein britischer Schriftsteller historischer Romane.

## Leben
Ainsworth studierte Recht in London. Dort führte er eine Zeit lang auch einen Verlag. Nach einer längeren Reise auf dem europäischen Kontinent kehrte er nach England zurück und widmete sich ganz dem Schreiben. Er redigierte bis 1842 Bentleys Miscellany, gründete dann Ainsworths Magazine und kaufte 1845 auch das The New Monthly Magazine. Seine Romane liegen auch in deutscher Übersetzung vor.

## Werke (Auszug)
- Rookwood. 1834.
  - Deutsche Version in: Carl Spindler (Hrsg.): Das belletristische Ausland. Franckh, Stuttgart 1845; Textarchiv – Internet Archive.
- Crichton. 1837 Band 1,
- Jack Sheppard; deutsch: Brigantenjack. 1839 Digitalisat
- Guy Fawkes. 1840 (deutsch: Guy Fawkes. Ein historischer Roman. Aus dem Englischen übersetzt von Ernst Susemihl. 2 Bände. Kollmann, Leipzig 1841–1842).
- The Tower of London, A Historical Romance. 1840.
- Old Saint Paul’s. 1841; A Tale of the Plague and the Fire
- The Miser’s Daughter. 1843; Vol 1, Vol 2
- Windsor Castle. 1843; Ainsworth’s Novels
- Saint James. 1844; Vol 1-3
- Auriol: or, The Elixir of Life. 1844 (mit Illustrationen von Phiz): gutenberg.org
- The Lancashire Witches, Roman. 1848 Band 1, Band 2, Band 3, Band 4, Band 5, Band 6
- Mervyn Clitheroe. Band 1; archive.org – Band 2; archive.org – Band 3; archive.org.